# مطار بامبلونا
مطار بامبلونا هو مطار إسباني يقع على بعد 6 كيلومترات من مدينة بامبلونا عاصمة نافارا، ضمن نطاق مجلسي نواين وإسكيروز، التابعين لوادي إلورز وسينديا دي جالار. على التوالي. وهو مطار عام مملوك لشركة إدارة المطارات الإسبانية والملاحة الجوية. وفي أفضل أعوامه، 2007، سجل إجمالي 500.097 راكبًا. في عام 2017، سجل 165,604 مسافرًا (نمو بنسبة 7.9% مقارنة بالعام السابق) و5,683 عملية (نمو بنسبة 5.8% مقارنة بالعام السابق). وفي عام 2018، سجل 205,503 مسافرًا (نمو بنسبة 24.1% مقارنة بالعام السابق). للعام السابق) و6,422 عملية (نمو بنسبة 13% مقارنة بالعام السابق). وفي عام 2019، سجل 242,520 مسافرًا (نمو بنسبة 18% مقارنة بالعام السابق) و6,135 عملية (أقل بنسبة 4.5% عن العام السابق).

## التاريخ

### خلفية
كانت منطقة مطار بامبلونا الحالية عبارة عن مطار يستخدم بشكل متقطع من قبل قوات المتمردين في الحرب الأهلية الإسبانية. وبعد ذلك تم التخلي عنها.

### البدايات
في عام 1965، تم إنشاء ريال آيرو كلوب دي نافارا. وبعد ثلاث سنوات تمت الموافقة على إنشاء مدرج بطول 500 متر في منطقة المطار القديم. في عام 1969، ظهرت طائرة صغيرة من ران لأول مرة في مدرج الهبوط الجديد، والذي سيتكون في النهاية من 1000 متر وعرض 45 مترًا. وبعد عامين سيتم توسيع المدرج مرة أخرى، وهذه المرة إلى 1750 مترا.
في 5 يوليو 1972، افتتح المطار الصغير أمام حركة الركاب، وصنف نفسه كمطار من الدرجة الثالثة بعد رحلة افتتاحية ربطت مطار باراخاس بالعاصمة نافاريس بفضل طائرة أفياكو فوكر إف 100-27 خلال السبعينيات والثمانينيات، تمت تحسيين المحطة وتم توسيعها لتقديم خدمات الركاب.
في نهاية الثمانينيات، تجاوزت محطة بامبلونا 100.000 مسافر، مما عزز الحجة الداعية إلى إعادة تصميم محطة السفر القديمة وبناء محطة أكثر حداثة يمكنها استيعاب سعة أكبر للطائرات والركاب.
في بداية التسعينيات، بدأت عملية هدم المبنى لبناء محطة جديدة ومدرج أكبر. أثناء الأعمال، تم نقل هيرميتاج سانتا إيلينا دي إسكويروز القديم لأسباب أمنية لحركة المرور المستقبلية التي ستكون في منطقة الطائرات والمركبات. في 11 نوفمبر 1992، تم افتتاح المبنى الجديد.
للاستفادة من زخم المبنى الجديد والحفاظ على عدد الركاب، سيتم افتتاح شركة لان (LAN)، والتي ستساعد في أول عامين لها على زيادة الحركة الجوية للمطار أكثر قليلاً من خلال اتصالاته إلى مدريد وبرشلونة وسانتياغو دي كومبوستيلا وفالنسيا. ولسوء الحظ، توقفت الشركة عن العمل بعد فترة وجيزة، في عام 1997.

### امتداد
في عام 2005، بدأت شركة المطارات الإسبانية AENA استثمارًا كبيرًا لتوسيع وتحديث خدمات المطار، والتي قدرت أنها ستكتمل في عام 2010 بعد فترة قدرت فيها استثمارًا بأكثر من 70 مليون يورو، سيتم من خلالها توسيع المحطة لمنحها مساحة أكبر. القدرة الاستيعابية تبلغ 1,100,000 مسافر سنويًا، أي ضعف عدد الركاب المسجلين في أفضل عام للمطار.
أخيرًا، تم الإعلان عن أعمال التوسعة لعام 2007، على الرغم من أنها لن تبدأ حتى عام 2008 بميزانية أولية قدرها 28 مليون يورو. ستنتهي الأعمال في عام 2010 بتكلفة إضافية قدرها 19.34٪، مما يترك الاستثمار عند 33.340.000 يورو، أي أقل بقليل من نصف ما تم الإعلان عنه في البداية قبل أزمة 2008.

### دراسة الطرق الجديدة
في 5 أكتوبر 2016، قدمت حكومة نافارا الدراسة حول الطلب المحتمل للمسافرين والأثر الاقتصادي للطرق الجوية الجديدة في مطار بامبلونا-نواين.
وأكدت هذه الدراسة وجود طلب كاف على تنفيذ خطوط جوية جديدة إلى مطارات باريس-شارل ديغول وفرانكفورت وأمستردام-شيبول، وأنها مجدية اقتصاديا. ووفقا للدراسة، فإن الطلب الحالي سيسمح برحلتين ذهابا وإيابا يوميا كل يوم من أيام الأسبوع وللطائرة لقضاء الليل في بامبلونا. وقدرت الدراسة أن ما بين 160.000 و200.000 مسافر سيستخدمون هذا الطريق كل عام. بالإضافة إلى هذه الاتصالات مع أوروبا، كان الطريق الجوي مع مطار جوزيب تاراديلاس برشلونة-إلبرات يعتبر أيضًا قابلاً للتطبيق، على الرغم من انخفاض الطلب عما كان عليه في الماضي.
ولهذا السبب، اتصلت حكومة نافارا بالشركات التي تعمل في هذه المطارات (لوفتهانزا، الخطوط الجوية الفرنسية-كي إل إم، وإير نوستروم)، ونتيجة لذلك، تم إنشاء الخط الجوي بين بامبلونا وفرانكفورت في نوفمبر 2017.
خلال جائحة كوفيد-19 الذي بدأ في عام 2020 وتدابير الاحتواء التي فرضت في إسبانيا لوقف توسعه، بدأ مطار بامبلونا-نواين سلسلة من التدابير الصحية والنظافة التي ساعدته في الحصول على جائزة "أفضل تدابير النظافة" ضد فيروس كورونا من قبل مجلس المطارات الدولي (ACI)، وهي جائزة مشتركة مع الآخرين خمسة مطارات إسبانية.
في 5 سبتمبر 2022، استعاد مطار بامبلونا الاتصال الجوي مع مطار برشلونة الذي لم يتم تشغيله بشكل مستمر منذ 2012. ومع ذلك، في 1 مارس 2023، أوقفت شركة إير نوستروم تشغيل المسار المذكور. وفي الوقت الحالي، دون توقعات مستقبلية لاستئنافه.

## البنية التحتية للمطار

### محطة جديدة
تبلغ مساحة مبنى الركاب الحالي، الذي تم افتتاحه في عام 2010، 12.400 متر مربع، وهو مجهز بتسعة مكاتب لتسجيل الوصول بالإضافة إلى واحدة للأمتعة الخاصة، ومرشحين أمنيين، وثلاث بوابات للصعود إلى الطائرة، وحزامين لنقل الأمتعة بالإضافة إلى أخرى للأمتعة الخاصة. تتيح هذه المرافق الجديدة خدمة ما يصل إلى 1,100,000 مسافر سنويًا بأعلى مستويات السلامة والجودة.

### المحطة القديمة
صالة الركاب القديمة، التي لم يتم هدمها وهي في حالة جيدة إلى حد ما، تم استخدامها لتصوير بعض الأفلام والمسلسلات التلفزيونية. ومن الأمثلة على ذلك تسجيل بعض المشاهد من الفيلم الإسباني المكسيكي Operación Concha للمخرج أنطونيو كوادري في عام 2016، وتصوير بعض المشاهد من فيلم Thi Mai المتجه إلى فيتنام للمخرجة باتريشيا فيريرا في عام 2018، والتسجيل في 2019 بواسطة Explota Explota بقلم ناتشو ألفاريز.

## شركات الطيران والوجهات
قائمة شركات الطيران من وإلى مطار بامبلونا:
| شركات الطيران | الوجهات                                                                    |
| ------------- | -------------------------------------------------------------------------- |
| بينتر كنارياس | غران كناريا - تنرفي الشمالي (ابتداءاً من 1 ابريل 2025)                      |
| ايبيريا       | مدريد الرحلات الموسمية: ابيزا - مينوركا - بالما دي مايوركا - تنرفي الشمالي |

## وسائل النقل

### الحافلات
منذ 6 نوفمبر 2017، يربط الخط A لشركة بامبلونا سيتي للنقل Pamplona City Transport المطار بوسط المدينة ومحطة قطار رينفي (Renfe) كل ساعة. وبسبب انخفاض عدد الركاب، تم إلغاء خدمة الحافلات بعد عام ونصف.

### سيارات الأجرة
بالإضافة إلى سيارات الأجرة العادية، منذ أغسطس 2019، يتم تقديم خدمة سيارات الأجرة بين باسيو دي ساراساتي والمطار. تسير عدة مرات في اليوم في كلا الاتجاهين، ويجب على الركاب إجراء حجز مسبق.

## إحصائيات

### عدد المسافرين (2004-2022)
| السنوات | عدد المسافرين | الفرق   | العمليات | الفرق   | الشحن الجوي (بالكيلوغرام) | الفرق     |
| ------- | ------------- | ------- | -------- | ------- | ------------------------- | --------- |
| 2004    | 321.418       | 2,8 %   | 10.361   | 6,3 %   | 119.427                   | −35,9 %   |
| 2005    | 342.614       | 6,6 %   | 10.482   | 1,2 %   | 138.754                   | 16,2 %    |
| 2006    | 375.308       | 9,5 %   | 11.419   | 8,9 %   | 59.21                     | −57,3 %   |
| 2007    | 500.097       | 33,2 %  | 13.442   | 17,7 %  | 47.455                    | −19,9 %   |
| 2008    | 434.477       | −13,1 % | 12.971   | −3,5 %  | 52.942                    | 11,6 %    |
| 2009    | 335.612       | −22,8 % | 11.690   | −9,9 %  | 44.578                    | −15,8 %   |
| 2010    | 291.553       | −13,1 % | 10.456   | −10,6 % | 42.548                    | −4,6 %    |
| 2011    | 238.511       | −18,2 % | 9.604    | −8,1 %  | 34.162                    | −19,7 %   |
| 2012    | 190.329       | −20,2 % | 7.523    | −21,7 % | 12.061                    | −64,7 %   |
| 2013    | 159.090       | −16,4 % | 5.843    | −22,3 % | 2.822                     | −76,6 %   |
| 2014    | 138.312       | −13,1 % | 5.459    | −6,6 %  | 8.277                     | 193,3 %   |
| 2015    | 148.561       | 7,4 %   | 5.702    | 4,5 %   | 4.279                     | −48,3 %   |
| 2016    | 153.469       | 3,3 %   | 5.372    | −5,8 %  | 2006                      | −53,1 %   |
| 2017    | 165.604       | 7,9 %   | 5.683    | 5,8 %   | 7.293                     | 263,6 %   |
| 2018    | 205.503       | 24,1 %  | 6.422    | 13,1 %  | 29.302                    | 301,8 %   |
| 2019    | 242.520       | 18,0 %  | 6.135    | −4,5 %  | 22.170                    | −24,3 %   |
| 2020    | 84.059        | -65,5 % | 3.538    | -42,3 % | 44                        | -99,8 %   |
| 2021    | 112.534       | 33,9 %  | 5.241    | 48,1 %  | 2.263                     | 5.043,2 % |
| 2022    | 172.543       | 53,3 %  | 5.865    | 11,8 %  | 7.206                     | 217,0 %   |
| 2023    | 197.509       | 14,5 %  | 5.352    | 8,8 %   | 268                       | 96,3 %    |

### إحصائيات 2022
| الأشهر                                          | عدد المسافرين | التغيير 2021 | العمليات | التغيير 2021 | الشحن الجوي (كيلو) | التغيير 2021 |
| ----------------------------------------------- | ------------- | ------------ | -------- | ------------ | ------------------ | ------------ |
| يناير                                           | 10.455        | 79,4 %       | 511      | 49,4 %       | 0                  | 0 %          |
| فبراير                                          | 10.891        | 121,3 %      | 401      | 7,5 %        | 0                  | 0 %          |
| مارس                                            | 12.320        | 131,5 %      | 383      | -16,0 %      | 0                  | 0 %          |
| أبريل                                           | 13.016        | 114,8 %      | 444      | 2,5 %        | 0                  | 0 %          |
| ماي                                             | 13.800        | 83,7 %       | 507      | 12,2 %       | 4.506              | 0 %          |
| يونيو                                           | 13.947        | 63,1 %       | 614      | 43,1 %       | 0                  | 100 %        |
| يوليوز                                          | 15.903        | 36,6 %       | 552      | 5,5 %        | 0                  | 100 %        |
| غشت                                             | 15.311        | 5,4 %        | 530      | 15,3 %       | 0                  | 100 %        |
| شتنبر                                           | 16.553        | 34,9 %       | 516      | 9,1 %        | 2.620              | 5474,5 %     |
| أكتوبر                                          | 16.354        | 30,7 %       | 529      | 0,9 %        | 80                 | 0,0 %        |
| نوفمبر                                          | 17.098        | 46,3 %       | 480      | 38,3 %       | 0                  | 100,0 %      |
| ديسمبر                                          | 16.895        | 44,4 %       | 398      | 59,8 %       | 0                  | 0,0 %        |
| المجموع                                         | 172.543       | 53,3 %       | 5.865    | 11,8 %       | 7.206              | 217,0 %      |
| المصدر: شركة المطارات الإسبانية والملاحة الجوية |               |              |          |              |                    |              |

### الوجهات ذات الطلب الأكبر
2022
| الرتبة                                          | الوجهة           | المسافرين 2022 | التغيير 2021   |
| ----------------------------------------------- | ---------------- | -------------- | -------------- |
| 1                                               | مدريد            | 122.402        | 52,11 %        |
| 2                                               | غران كناريا      | 27.821         | 69,6 %         |
| 3                                               | برشلونة          | 4.762          | 846,72 %       |
| 4                                               | بالما دي مايوركا | 2.733          | 29,03 %        |
| 5                                               | تنريف الشمالي    | 1.712          | 57,14 %        |
| 6                                               | مينوركا          | 1.406          | 27,16 %        |
| 7                                               | القاهرة          | 934            | لا توجد بيانات |
| 8                                               | فالنسيا          | 809            | 15,2 %         |
| 9                                               | القصور           | 762            | لا توجد بيانات |
| 10                                              | بامبلونا         | 747            | 4,5 %          |
| المصدر: شركة المطارات الإسبانية والملاحة الجوية |                  |                |                |

2021
| الرتبة                     | الوجهات          | المسافرين 2021 | التغيير 2020 |
| -------------------------- | ---------------- | -------------- | ------------ |
| 1                          | مدريد            | 80.469         | 26,9 %       |
| 2                          | غران كناريا      | 16.404         | 80,5 %       |
| 3                          | تنريف الشمالي    | 3.995          | 0 %          |
| 4                          | بالما دي مايوركا | 2.118          | 24,6 %       |
| 5                          | مينوركا          | 1.406          | 0 %          |
| 6                          | ابيزا            | 996            | 24,0 %       |
| 7                          | فالنسيا          | 702            | 27,6 %       |
| 8                          | اشبيلية          | 605            | 10,2 %       |
| 9                          | برشلونة          | 503            | 10,1 %       |
| 10                         | كاتويس           | 361            | 0 %          |
| المصدر: دياريو دي نوتيسياس |                  |                |              |